# Karlholms GoIF
Karlholms GoIF, Karlholms Gymnastik- och idrottsförening, är en idrottsförening från norduppländska Karlholmsbruk i Tierps kommun i Uppland/Uppsala län, bildad den 20 juni 1925. Idag utövar föreningen fotboll och innebandy, tidigare har även bandy, cykling, ishockey, orientering, tennis och volleyboll. GoIF driver fortsatt en tennisplan. Ishockeysektionen sammanslogs 2000 med Skärplinge/Hållnäs HC i SHK HC.

## Fotboll
Herrlaget har spelat en säsong på tredje högsta serienivå. Det skedde i gamla division III 1981. Inget uppländskt lag spelade denna säsong i en högre serie. Vargarna, ESK och Sirius placerade sig före Karlholm medan kommunkollegan Tierps IF blev särklassig jumbo. Laget spelade tio oavgjorda matcher men vann blott tre av 22 spelade matcher och degraderades redan efter en säsong. Utöver säsongen i trean spelade Karlholm åtta säsonger i gamla division IV (motsvarande dagens division II) 1975-1983.
Under 2000-talet och 2010-talet har laget spelat i division V-VII, säsongen 2023 återfinns Karlholm i division VI Uppland norra.
Säsongen 2022 hade Karlholm inget damlag men väl ungdomslag på såväl flick- som pojksidan.

### Finfrämmande
Karlholm välkomnade den 21 juli 1972 engelska ligafyran Manchester City till Rönningen för en träningsmatch. Efter en jämn tillställning avgick City med segern efter 4-3. Fyra år senare ställdes klubben mot TV-laget, med bland annat Arne Hegerfors och "Rolle" Stoltz.